# 宮城県富谷高等学校
宮城県富谷高等学校（みやぎけんとみやこうとうがっこう）は、宮城県富谷市成田二丁目にある1994年（平成6年）に設立された男女共学の県立高等学校。通称は「富高」（とみこう）。

## 概要
- 仙台市に北隣する富谷町（現：富谷市）が仙台市のベッドタウンとして宅地開発され、仙台都市圏の北進が見込まれたことにより、包括的都市整備計画が組まれる中、「宮城県高等学校整備検討委員会」の報告において「仙台北地区人口の社会増に対する収容対策として、同地区内に普通科高等学校2校の新設[1]が必要である」との提言を受け設立。また、「従来にない新しい学科・コースを設けたり、大幅な選択性の導入や履修方法の弾力化等を積極的に取り入れた学校とすべきである」 との前報告の指針により、県内公立高校としては初めてのコース制を導入した。そして、その指針は校舎・建築物にも生かされ、正面玄関のカリヨンやステンドグラス、円形棟や各階設置のコモン・ホール、階段教室の国際講義室など、それまでの県立高校にはないモダンな校内環境が整備されている。
- 「T time」と呼ばれる職業研究や進路研究を行う総合学習時間が設けられ、また、大学入試の小論文対策として始められた「ネタプリ」など、自発的な学習態度を涵養する教育を特色とする。
- 国際コースのみ、国際交流の一環としてシンガポール・マレーシアへの海外修学旅行を実施していた。

## 教育方針
「進取の精神に富み、国際的な視野に立って広く社会の発展と文化の創造に貢献する、個性豊かな人間を育成する」ことを校是とし、以下の3つを教育方針に掲げている。
1. 個性の尊重
2. 知性の錬磨
3. 情操の陶冶

## 学科
平成31年度（令和元年度）入学生（26回生）より、全日制普通科として一括募集し、2年次より人文・国際・理数の3類型に分かれる「類型制」を導入した。1年次では芸術選択を除き、全員同じ教科・科目を学習する。
平成30年度入学生までは、全日制普通科3コース制を採用していた。一般入学試験においては第1希望・第2希望の科内併願は認められているが、入学後のコース変更は一切認められなかった。
- 人文コース(3クラス：定員120)
「文科系科目全般の学力向上を図り、幅広い知識と教養を有し、豊かで柔軟な思考力のある生徒の育成を目指す」ことを謳う。以前は一般入学試験で傾斜配点により国語の点数が2倍とされていたが、平成28年度入学生（23回生）からは傾斜配点が廃止された。
- 国際コース(2クラス：定員80)
「国際理解を深め，豊かで調和のとれた国際感覚と外国語能力を身につけた生徒の育成を目指す」ことを謳う。以前は一般入学試験で傾斜配点により英語の点数が2倍とされていたが、平成28年度入学生（23回生）からは傾斜配点が廃止された。
- 理数コース(2クラス：定員80)
「数学・理科の学習に重点を置き，自然科学や先端技術分野に対応できる柔軟な思考力を備えた生徒の育成を目指す」ことを謳う。以前は一般入学試験で傾斜配点により数学の点数が2倍とされていたが、平成28年度入学生（23回生）からは傾斜配点が廃止された

## 部活動
- 運動部 - 硬式野球、陸上競技、ソフトボール、サッカー、バレーボール、ソフトテニス、バスケットボール、バドミントン、テニス、弓道、ハンドボール、卓球、剣道
- 文化部 - 吹奏楽、弦楽合奏、写真、ECC国際、合唱、茶華道、文芸、美術、自然科学、演劇、パソコン、ダンス
- 同好会 - 囲碁、将棋、イラスト、JRC、映画研究

## 沿革
- 1991年：宮城県高等学校整備検討委員会最終報告による提言及び答申。学校設置決定及び「富谷高(仮称)」と命名
- 1993年：宮城県教育委員会公示により生徒募集公示（県広報号外115号）
- 1994年：開校
- 1997年：宮城県富谷高等学校同窓会発足
- 2003年：創立10周年記念式典挙行
- 2008年：制服デザイン変更（15回生より）
- 2013年：弓道場射場竣工
- 2013年：創立二十周年記念式典挙行
- 2014年：ユネスコスクール加盟承認

## 校長
- 初代校長：米竹克郎
- 2代目：伊藤紀彦
- 3代目：山田守
- 4代目：戸村正昭
- 5代目：佐々城洋
- 6代目：佐藤茂樹
- 7代目：小泉博
- 8代目：阿部修一
- 9代目：横田宏明
- 10代目：粟野琴絵

## アクセス
- 仙台市地下鉄南北線泉中央駅より、宮城交通新富谷ガーデンシティー行で富谷高校前下車

## 著名な出身者
- 伊藤聖将（声優）
- 福田丈（ハンドボール選手）
- 伊達さゆり（声優）
- 萬正嗣　(ボートレーサー)